# Friedrich Wilhelm Martens
Friedrich Wilhelm Martens (* um 1795; † 1861) war ein deutscher Verwaltungsbeamter und Parlamentarier.

## Leben
Friedrich Wilhelm Martens studierte ab 1813 an der Königlichen Universität Greifswald Rechtswissenschaft und wurde Mitglied des Corps Pomerania Greifswald. Er trat nach dem Studium in den preußischen Staatsdienst und wurde Kreisjustizrat in Allenstein. 1841 wurde er zum Landrat des Kreises Allenstein ernannt. Das Amt hatte er bis zu seinem Tod 1861 inne. 1849–1858 saß er im Preußischen Abgeordnetenhaus, 1849–1852 als Abgeordneter des Wahlkreises Königsberg 6 in der Fraktion der Rechten und 1852–1858 als Abgeordneter des Wahlkreises Königsberg 7 in der Fraktion von Arnim.